# Blauwe sla
Blauwe sla (Lactuca perennis) is een overblijvende plant, die behoort tot de Composietenfamilie. De soort komt van nature voor in Oost-, Zuid- en Midden-Europa. De soort is inheems in Wallonië. Het aantal chromosomen is 2n = 18.
De plant wordt 20-60 cm hoog en vormt een bladrozet. De kort gesteelde, grijsgroene rozetbladeren evenals de grijsgroene stengelbladeren zijn diep veerdelig met lancetvormige slippen. De bovenste stengelbladeren zijn minder veerdelig en halfstengelomvattend met hartvormige voet en geoort. De kale stengel is bovenin sterk vertakt. De plant bevat melksap.
Blauwe sla bloeit vanaf mei tot in augustus. De bloeiwijze is een scherm met 3-4 cm grote, blauwe, lila of soms witte bloemen, die alleen uit lintbloemen bestaan. Het omwindsel is langwerpig en egaal groen gekleurd. De bloemen worden bestoven door insecten.
De vrucht is een zwart, 13-14 mm lang nootje met fijn ribbels, een snavel en vruchtpluis. De snavel is even lang als het nootje.

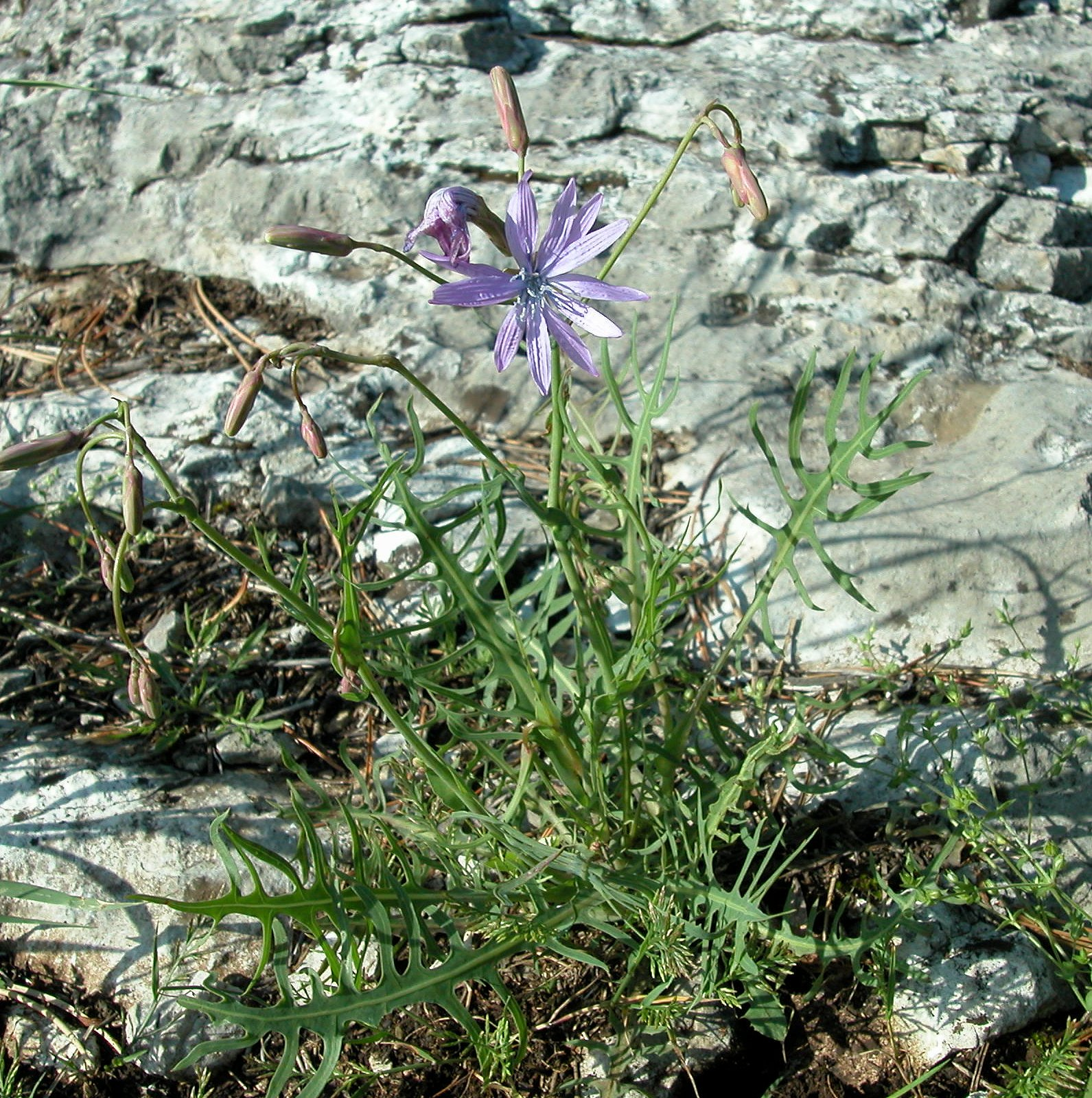
Plant
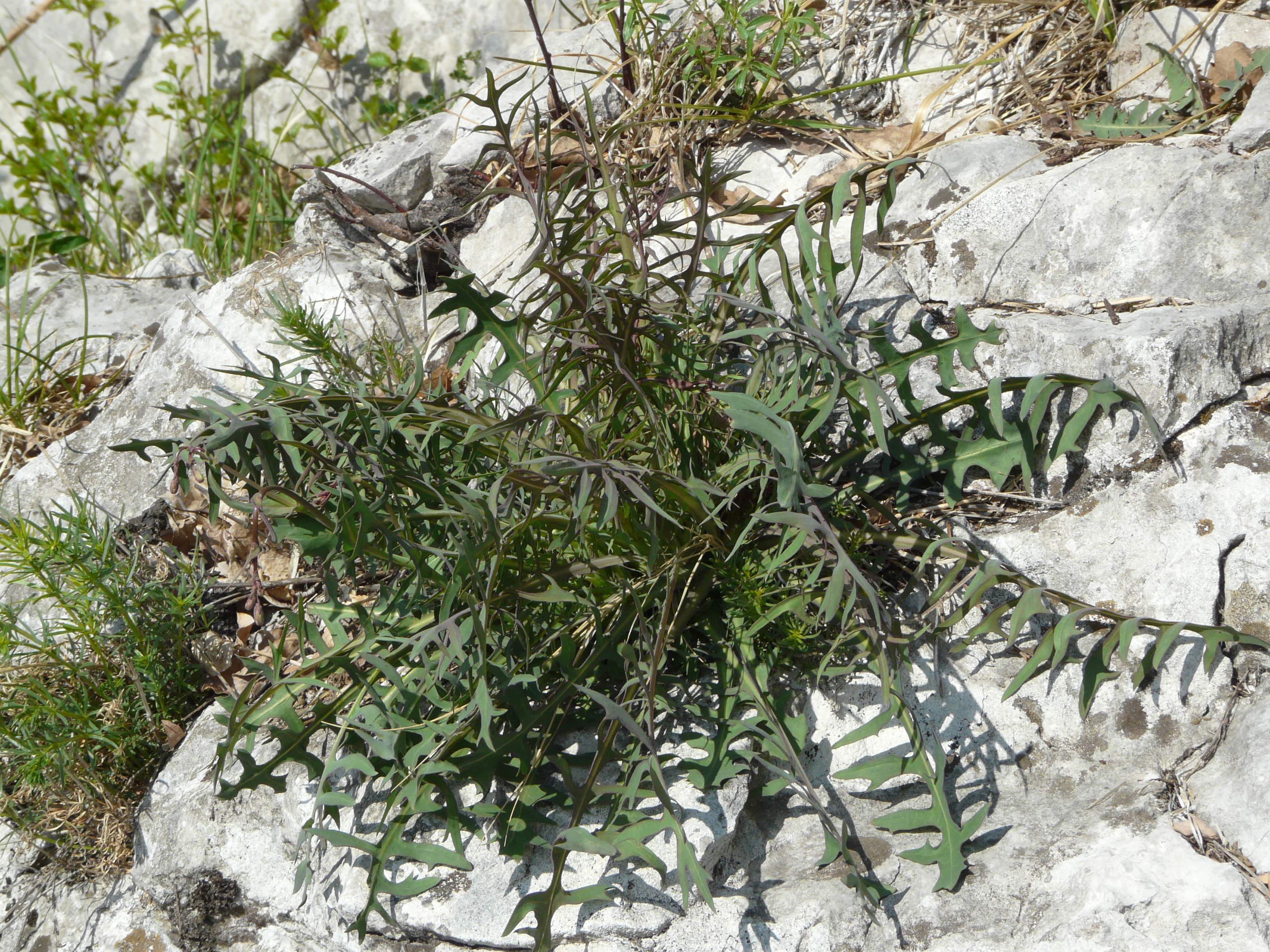
Bladeren
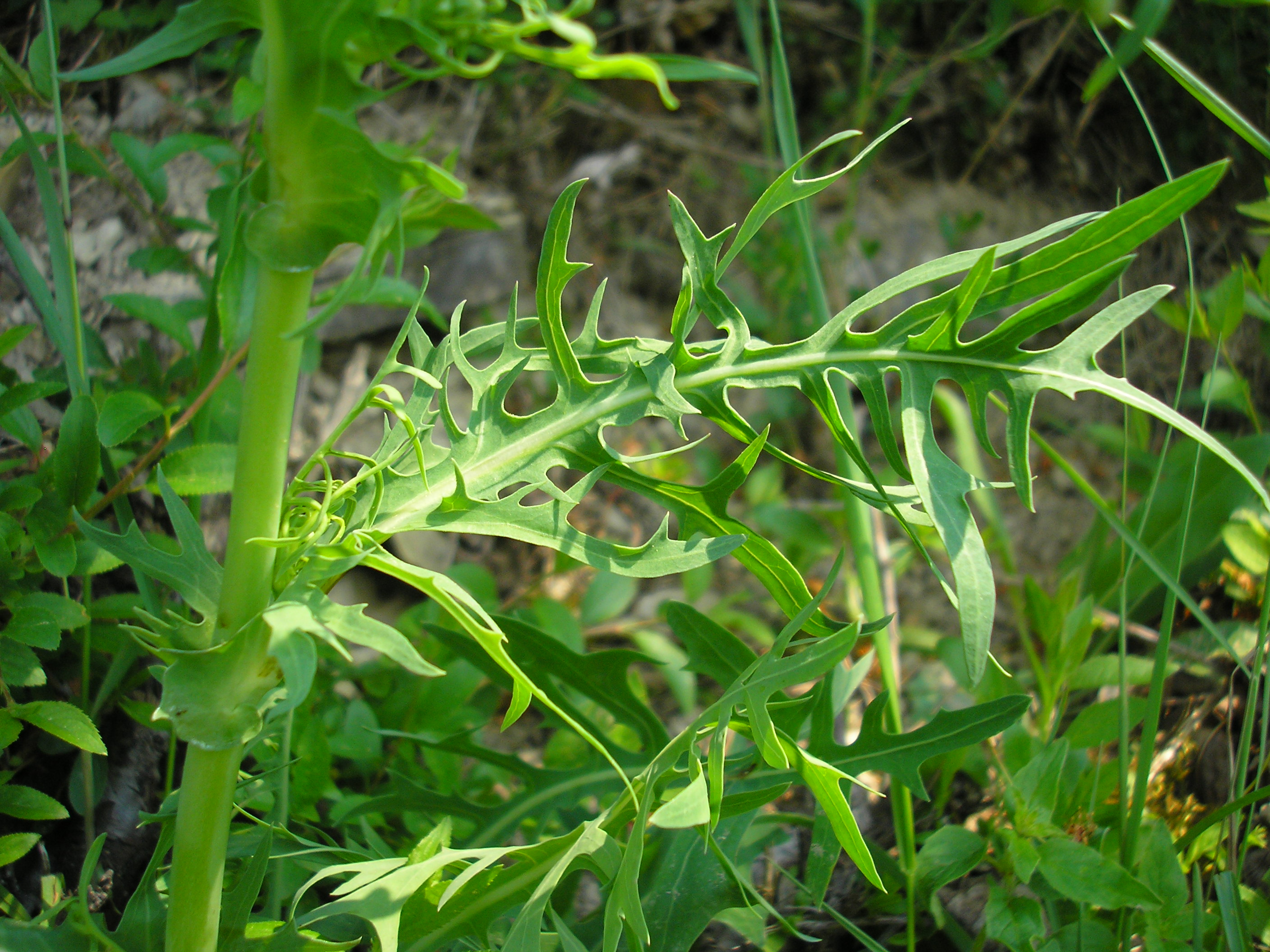
Stengelblad
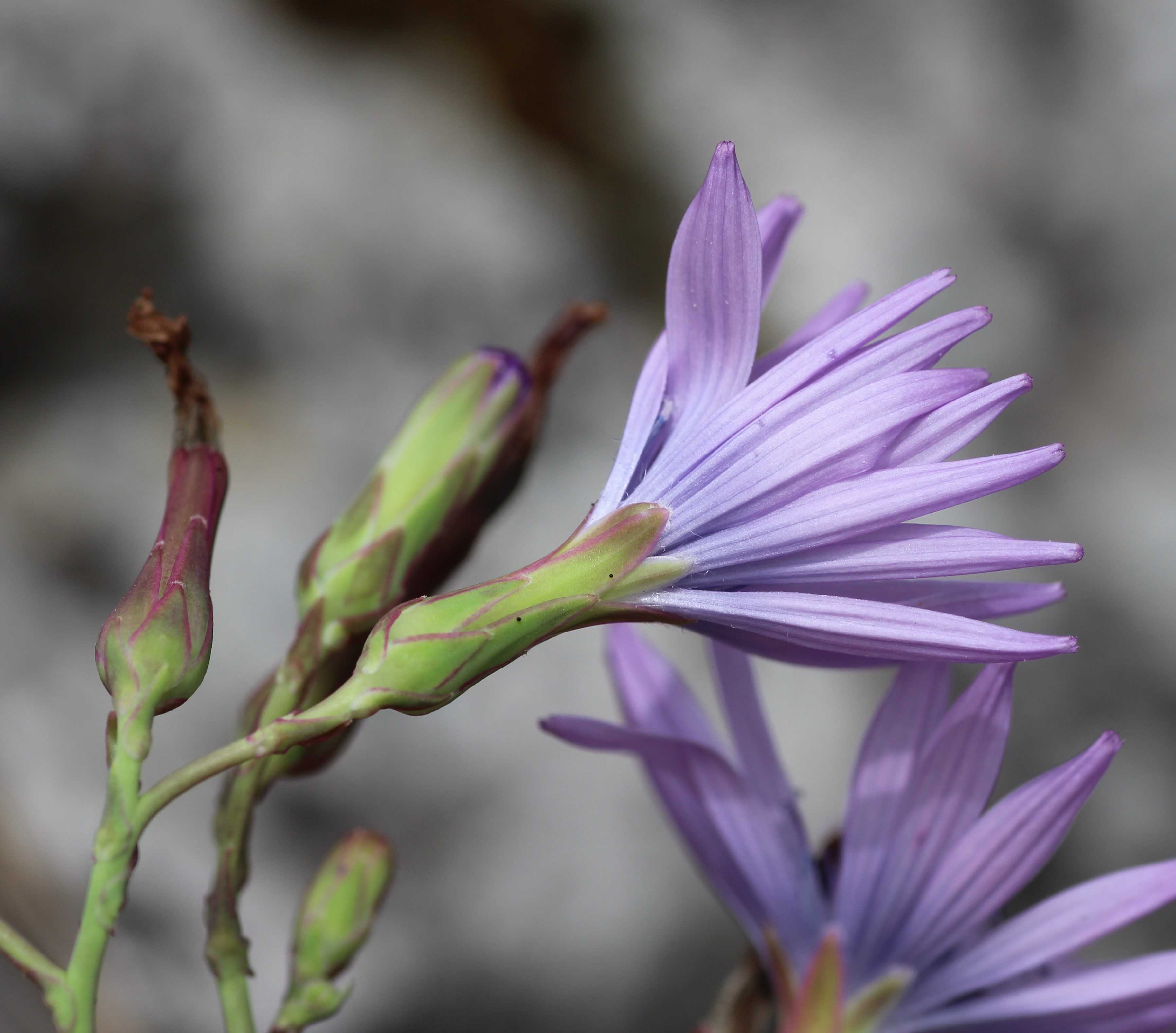
Omwindsel
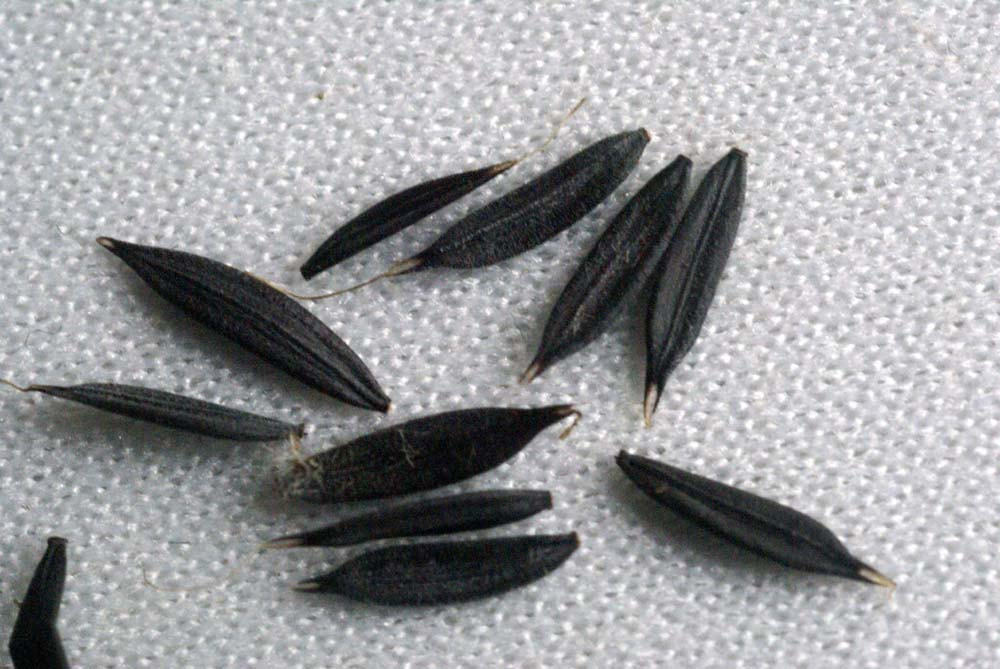
Vruchten
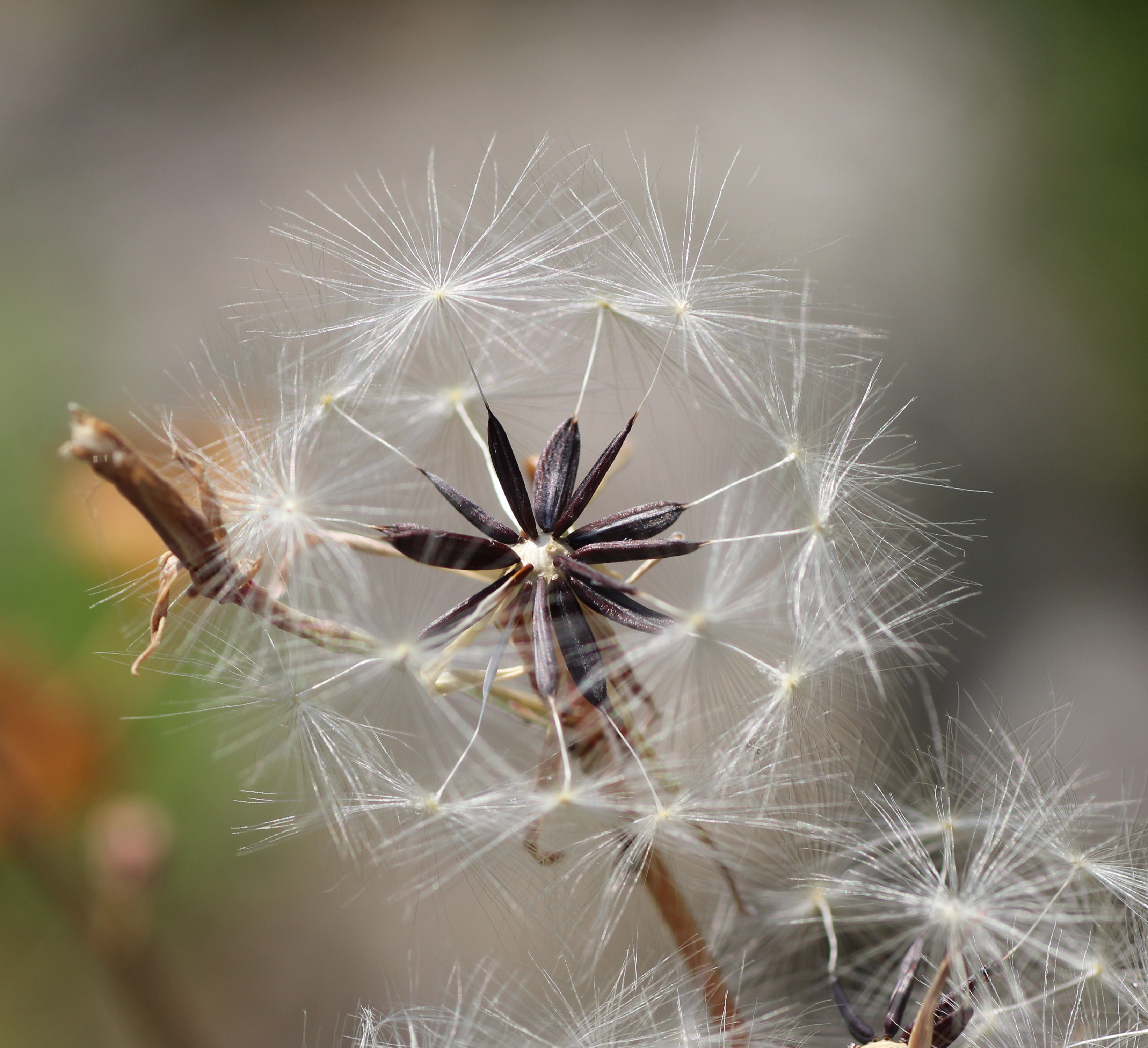
Vruchten met snavel en vruchtpluis

Blauwe sla komt voor op droge, kalkrijke, vaak stenige grond in kalkgraslanden, op kalkrotsen en muren.